# NXF5
NXF5 (англ. Nuclear RNA export factor 5) – білок, який кодується однойменним геном, розташованим у людей на довгому плечі X-хромосоми. Довжина поліпептидного ланцюга білка становить 397 амінокислот, а молекулярна маса — 45 628.
| 10         |  | 20         |  | 30         |  | 40         |  | 50         |
| ---------- |  | ---------- |  | ---------- |  | ---------- |  | ---------- |
| MRRNTQDENM |  | RKWFKVTIPY |  | GIKYDKAWLM |  | NSIQSNCSVP |  | FTPVDFHYIR |
| NRACFFVQVA |  | SAASALKDVS |  | YKIYDDENQK |  | ICIFVSHFTA |  | PYSVKNKLKP |
| GQMEMLKLTM |  | NKRYNVSQQA |  | LDLQNLRFDP |  | DLMGRDIDII |  | LNRRNCMAAT |
| LKITERNFPE |  | LLSLNLCNNK |  | LYQLDGLSDI |  | TEKAPKVKTL |  | NLSKNKLESA |
| WELGKVKGLK |  | LEELWLEGNP |  | LCSTFSDQSA |  | YVSAIRDCFP |  | KLLRLDGREL |
| SAPVIVDIDS |  | SETMKPCKEN |  | FTGSETLKHL |  | VLQFLQQSNL |  | CKYFKDSRNI |
| KILKDPYLQR |  | KLLKHTKCPR |  | NVDSLSALPE |  | TQHDFTSILV |  | DMWYQTVNTC |
| FLPRAGPESQ |  | RWWCLLSLKW |  | KDGLRVLILP |  | SCGPSSLPLA |  | AIPVCAS    |

A: Аланін

C: Цистеїн

D: Аспарагінова кислота

E: Глутамінова кислота

F: Фенілаланін

G: Гліцин

H: Гістидин

I: Ізолейцин

K: Лізин

L: Лейцин

M: Метіонін

N: Аспарагін

P: Пролін

Q: Глутамін

R: Аргінін

S: Серин

T: Треонін

V: Валін

W: Триптофан

Задіяний у таких біологічних процесах, як транспорт, транспорт мРНК, альтернативний сплайсинг. 
Білок має сайт для зв'язування з РНК. 
Локалізований у цитоплазмі, ядрі.